# Lu Huali
Lu Huali (en chino: 路華利; Shenmu, 14 de marzo de 1972) es una deportista china que compitió en remo. Participó en los Juegos Olímpicos de Barcelona 1992, obteniendo una medalla de bronce en la prueba de doble scull.

## Palmarés internacional
| Juegos Olímpicos | Juegos Olímpicos   | Juegos Olímpicos  | Juegos Olímpicos |
| Año              | Lugar              | Medalla           | Prueba           |
| ---------------- | ------------------ | ----------------- | ---------------- |
| 1992             | Barcelona (España) | Medalla de bronce | Doble scull      |